# Dritter Kotten
Der Dritte Kotten, auch Burgholzkotten genannt, war ein Schleifkotten an der Wupper im Solinger Stadtteil Gräfrath.

## Geographie
Der Dritte Kotten befand sich unmittelbar angrenzend an die Ortslage Friedenstal auf einer Flusswiese an der Mündung des Burgholzbachs in die Wupper. Er lag zwischen der Hofschaft Oben zum Holz und dem Flockertsholzer Bach auf etwa 125 Meter über NHN. Unmittelbar nördlich quert heute eine Fußgängerbrücke, die sogenannte Teufelsbrücke, die Wupper. Nordwestlich befindet sich die Ortslage Flockertsberg, nördlich lag der der ehemalige Wohnplatz Steinsiepen, am östlichen Wupperufer auf Wuppertaler Stadtgebiet verläuft die zur Kraftfahrstraße ausgebaute Landesstraße 74. Auf Wuppertaler Stadtgebiet liegt gegenüber vom Dritten Kotten das abgegangene Hammerwerk Kremershammer.

## Geschichte
Der Dritte Kotten war von dem Auer Kotten (auch Auer Mühle bzw. Erster Kotten genannt):166f. aus flussaufwärts nach einem sogenannten Zweiten Kotten auf halber Strecke der Dritte Kotten entlang der Wupper. Der dazwischenliegende Lechmigskotten blieb bei dieser Zählung unberücksichtigt. Es handelte sich bei dem Dritten Kotten um einen Doppelkotten in Fachwerkbauweise.
In dem Kartenwerk Topographia Ducatus Montani von Erich Philipp Ploennies, Blatt Amt Solingen, aus dem Jahre 1715 ist der Kotten ohne Namen verzeichnet. Er gehörte zur Honschaft Ketzberg innerhalb des Amtes Solingen. Die Topographische Aufnahme der Rheinlande von 1824 verzeichnet den Kotten ebenfalls unbeschriftet. Die Preußische Uraufnahme von 1843 zeigt den Kotten hingegen nicht. In der Topographischen Karte des Regierungsbezirks Düsseldorf von 1871 ist ebenso wenig verzeichnet.
Nach Gründung der Mairien und späteren Bürgermeistereien Anfang des 19. Jahrhunderts gehörte der Dritte Kotten zur Bürgermeisterei Gräfrath, die 1856 zur Stadt erhobenen wurde, und lag dort in der Flur III. Schieten. 1832 war der Kotten weiterhin Teil der Honschaft (Ketz-)Berg innerhalb der Bürgermeisterei Gräfrath.  Der nach der Statistik und Topographie des Regierungsbezirks Düsseldorf als Schleifkotten kategorisierte Ort besaß zu dieser Zeit sechs Fabrikationsstätten. Zu dieser Zeit lebten keine Einwohner im Kotten, der unter dem Namen Am Wupperflusse gelistet wurde. Im Gemeindelexikon für die Provinz Rheinland werden 1905 ein Wohnhaus und sechs Einwohner angegeben.
Der Dritte Kotten war zum großen Teil im Besitz von Schleifern aus der nahen Ortschaft Oben zum Holz. Ab den 1840er Jahren nutzte der Cronenberger Sägenschleifer Johannes Picard die südliche Hälfte des Kottens. Um die Wende zum 20. Jahrhundert wurde die Nutzung des Kottens aufgegeben. Das angrenzende Wohnhaus Friedenstal wurde als Ausflugslokal genutzt. Der Kotten wurde von den Gebrüdern Paffrath erworben, die bereits das Bergische Elektrizitätswerk (BEW) am alten Kirschberger Kotten errichtet hatten. Sie planten, das BEW zu expandieren, wozu es jedoch durch den Verkauf des BEW an die RWE 1906 nicht mehr gekommen ist.:166f.
Bei dem Dritten Kotten führte die 1899 erbaute sogenannte Teufelsbrücke über die Wupper, deren Namen sich wohl von den nördlich gelegenen Teufelsklippen ableitete. An der Brücke wurde zeitweise auch Wegezoll verlangt. Den Baumaßnahmen für die Landesstraße 74 fiel im Jahre 1975 auch die Teufelsbrücke zum Opfer, die durch die heute noch vorhandene Betonbrücke ersetzt wurde.
Das Flussbett der Wupper wurde im Zuge der Bauarbeiten für die Landesstraße 74 zwischen dem Sonnborner Kreuz und Müngsten in den 1970er Jahren verlegt. Seither fließt die Wupper zum Teil über den einstigen Standort des Dritten Kottens.